# Snapline
Snapline es una banda de música china, formada en Pekín en 2005, integrada por Li Qing en la guitarra y los teclados y Li Weisi en el bajo, ambos músicos eran estudiantes de un Instituto de Tecnología en Pekín. Su música lo dedicaron a trabajar en un contexto contemporáneo como los sonidos y las ideas producidas, por diferentes estilos de famosos músicos de los años 1970 y 1980, concentrándose especialmente en la escena de Nueva York de la época. Deseando también en explorar la música oscura, viajaron a Inglaterra, Reino Unido, pues durante ese período, siguieron los estilos musicales de Joy Division y The Cure, ambos músicos chinos crearon un proyecto paralelo, en la que realizaron un estilo musical extraño, como el toque de un instrumento musical llamada caja de ritmos, basada en lo más oscuros, en acordes menores. Chen Xi, en la voz y caja de ritmos, compró un sonido más suave y fluido para la banda, pues con su voz delicada puedo llevar al éxito a su banda.
Además el baterista Martin Atkins produjo su primer CD para este grupo.

## Discografía
| Año  | Álbum                                      |
| ---- | ------------------------------------------ |
| 2005 | No Beijing                                 |
| 2007 | Close your Cold Eyes (Single)              |
| 2007 | Look Directly Into The Sun: China Pop 2007 |
| 2007 | God Save The Chairman                      |
| 2007 | Party Is Over, Pornostar                   |
| 2010 | China Invasion Tour 2010                   |
| 2010 | Future Eyes                                |
| 2012 | Phenomena                                  |